# 波葉樹平蘚
波葉樹平蘚（学名：Homaliodendron undulatum）为平蘚科樹平蘚屬下的一个种。

## 扩展阅读
- 維基物種上的相關：波葉樹平蘚